# Кортезская чайка
Кортезская чайка или желтоногая чайка (лат. Larus livens) — вид птиц из семейства чайковых (Laridae).

## Описание
Вплоть до 1960-х годов данный вид из-за внешнего сходства и близкого родства считался подвидом западной чайки (Larus occidentalis). Длина тела составляет от 53 до 58 см. На втором году жизни на хвосте появляется чёрная полоса, а спина и крылья приобретают окраску от серого до чёрного цвета. Ноги до первой зимы ещё розовые, затем жёлтые. У взрослых птиц белая голова и толстый, жёлтый клюв.

## Распространение
Обитает преимущественно в Калифорнийском заливе на северо-западе Мексики и у озера Солтон-Си в Калифорнии. В период гнездования популяции озера Солтон-Си мигрируют в Калифорнийский залив, в то время как живущие там птицы остаются оседлыми всю свою жизнь. В других местах в Соединённых Штатах или Мексике птицы встречаются исключительно редко. Популяция вида стабильна и насчитывает примерно 60 000 особей.

## Питание
Питается преимущественно рыбой и беспозвоночными. Похищает также птенцов или яйца у других морских птиц.

## Размножение
Гнездится как в одиночку, так и в колониях.